# Karol Pinkas
Karol Pinkas (ur. 13 lutego 1950 w Wiśle, zm. 7 czerwca 2023 tamże) – polski szachista, trener szachowy, mistrz międzynarodowy od 1986 roku.

## Kariera szachowa
W roku 1973 po raz pierwszy wystąpił w finale mistrzostw Polski seniorów, zajmując w Gdyni XII miejsce. Do roku 1993 w finałowych turniejach wystąpił dziewięciokrotnie, najlepszy rezultat osiągając w roku 1977 w Piotrkowie Trybunalskim (zajął wówczas VI miejsce). Od połowy lat 70. zaczął odnosić sukcesy w turniejach ogólnopolskich. W roku 1976 podzielił I miejsce w otwartym turnieju w Świeradowie-Zdroju (m.in. z Krzysztofem Pytlem oraz Zbigniewem Szymczakiem) oraz zajął II miejsce w międzynarodowym turnieju w Katowicach. W 1980 był II w Białymstoku oraz II w openie we Wrocławiu. W 1981 samodzielnie zwyciężył w kolejnym turnieju open w Świeradowie-Zdroju (przed Zbigniewem Jaśnikowskim). W 1982 zwyciężył w Pucku oraz był II w Słupsku, natomiast w 1985 zwyciężył w Mysłowicach oraz podzielił II miejsce (wraz z m.in. Janem Przewoźnikiem oraz Jackiem Bielczykiem) w Katowicach (w obu tych turniejach wypełnił normy na tytuł mistrza międzynarodowego). W 1989 wywalczył w Miętnych tytuł wicemistrza Polski w szachach błyskawicznych. W 1993  w Katowicach rozegrał partie ze słuchaczami Polskiego Radia. W 2002 podzielił I miejsce w Jaworznie, a w następnym roku w tym mieście zwyciężył. W 2005 zajął II miejsce (za Dariuszem Mikrutem) w Chrzanowie.
Najwyższy ranking w karierze osiągnął 1 stycznia 1983 r., z wynikiem 2405 punktów zajmował wówczas 9-10. miejsce wśród polskich szachistów.
Oprócz dobrych wyników w grze turniejowej, odnosił również sukcesy w szachach korespondencyjnych, zdobywając w roku 1978 tytuł indywidualnego mistrza Polski. Na liście rankingowej ICCF w październiku 2006 roku posiadał 2383 punktów.
Posiadał II klasę trenerską i trenował juniorów w Jaworznickim Klubie Szachowy.
Jest współautorem książki Śląskie Ciekawostki Szachowe przedstawiającej szachy na Śląsku w dwóch językach  śląskim i polskim.